# Papaver pinnatifidum
Papaver pinnatifidum là một loài thực vật có hoa trong họ Anh túc. Loài này được Moris mô tả khoa học đầu tiên năm 1837.

## Hình ảnh

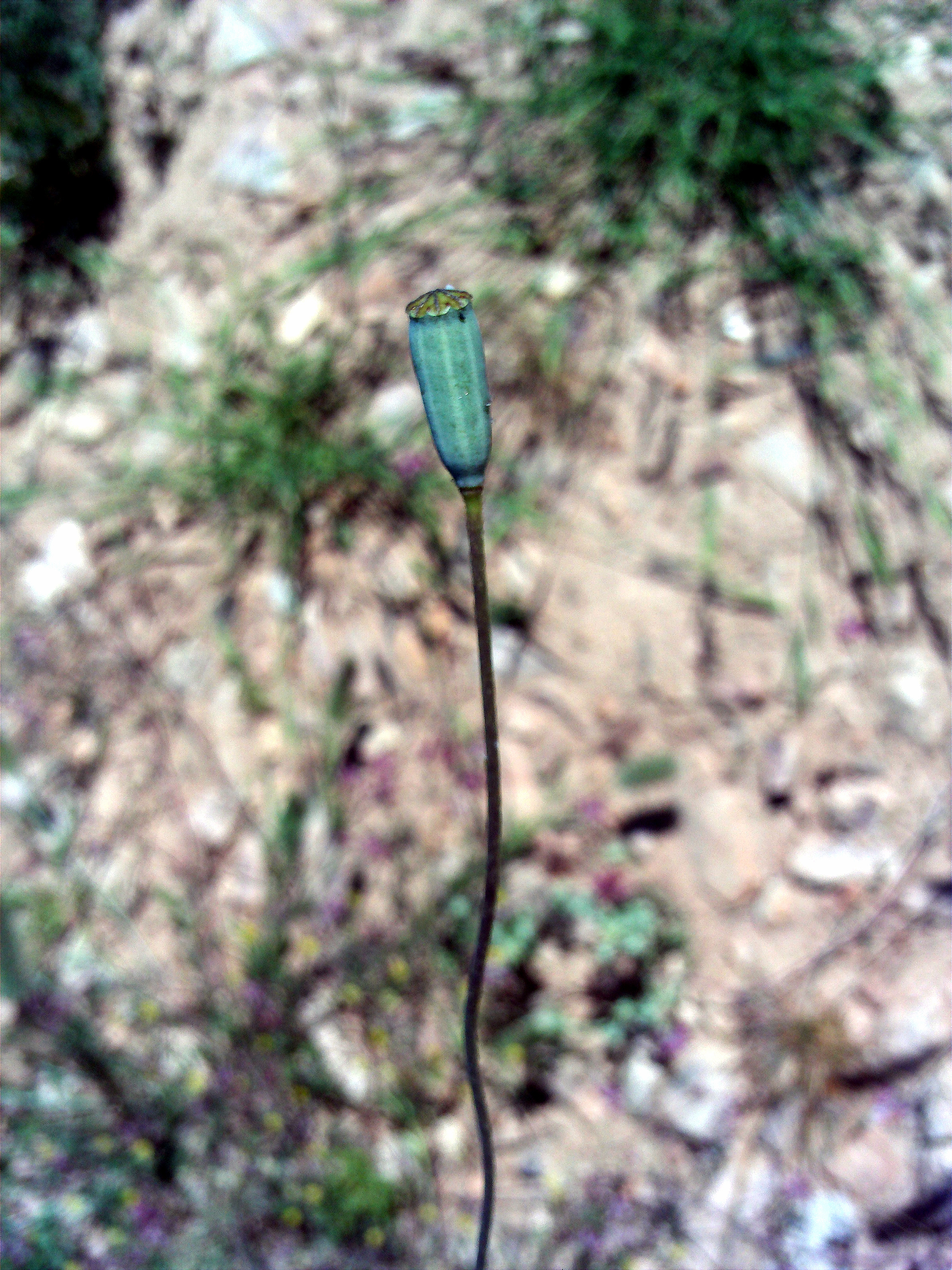
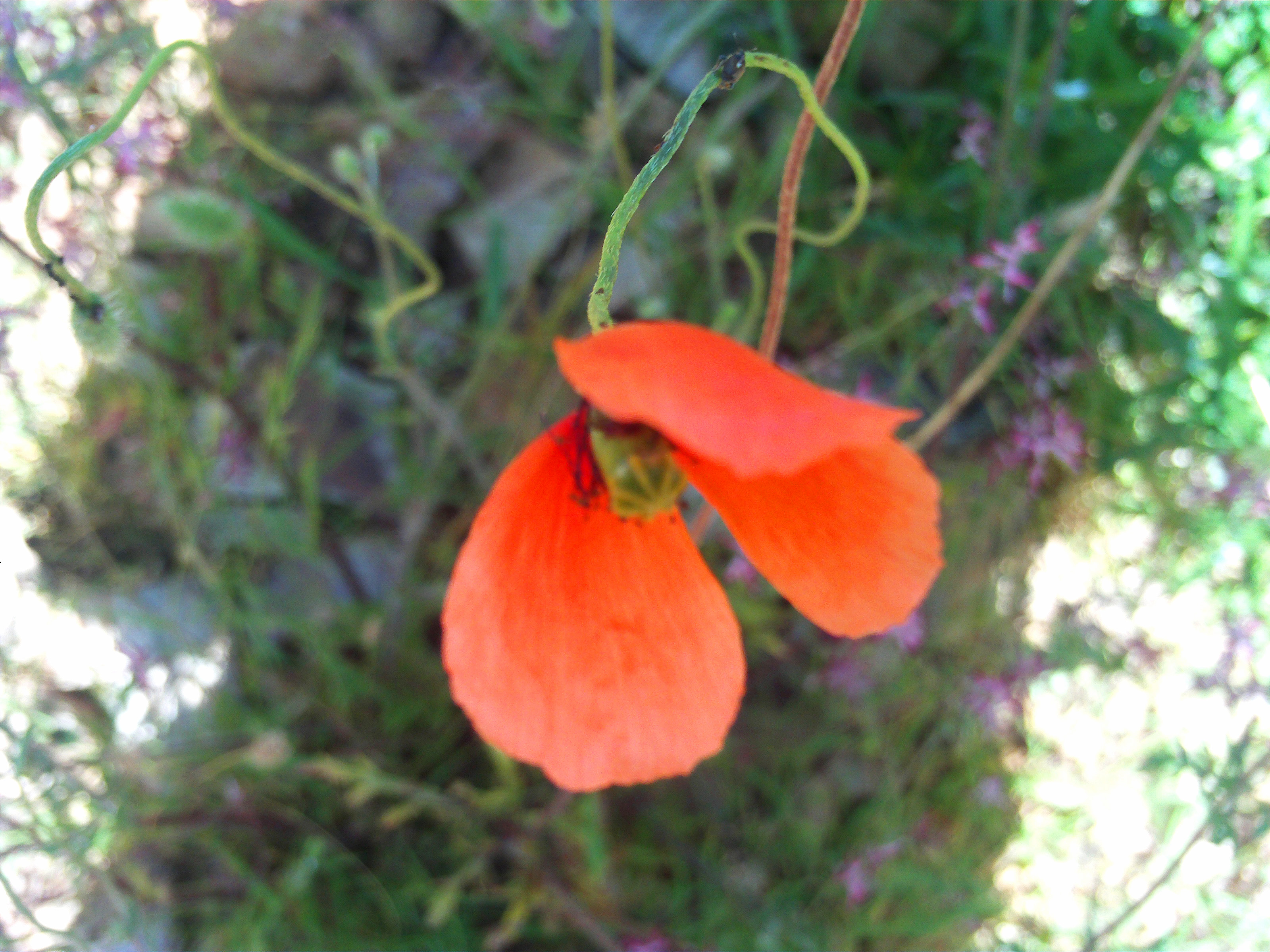
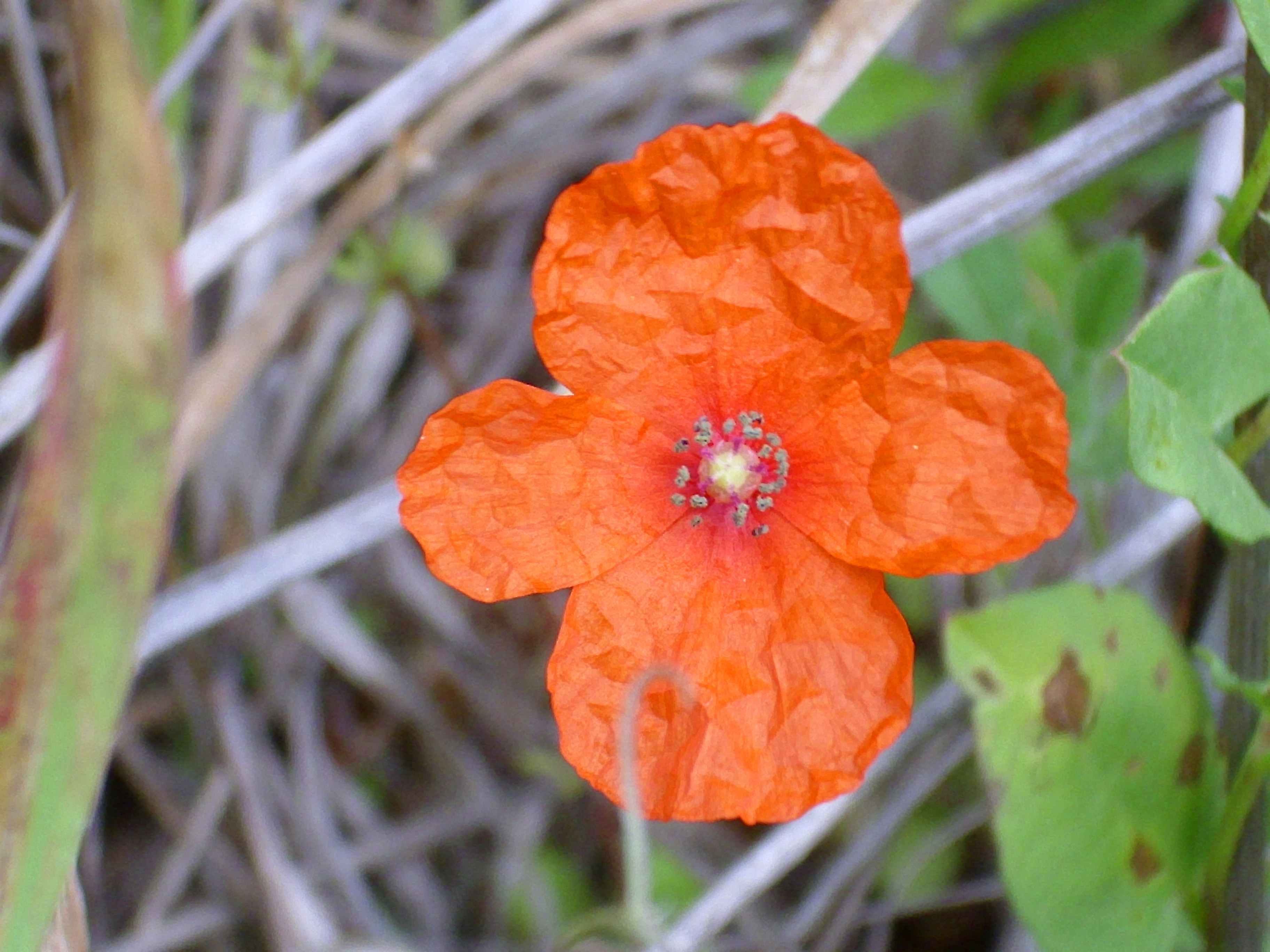
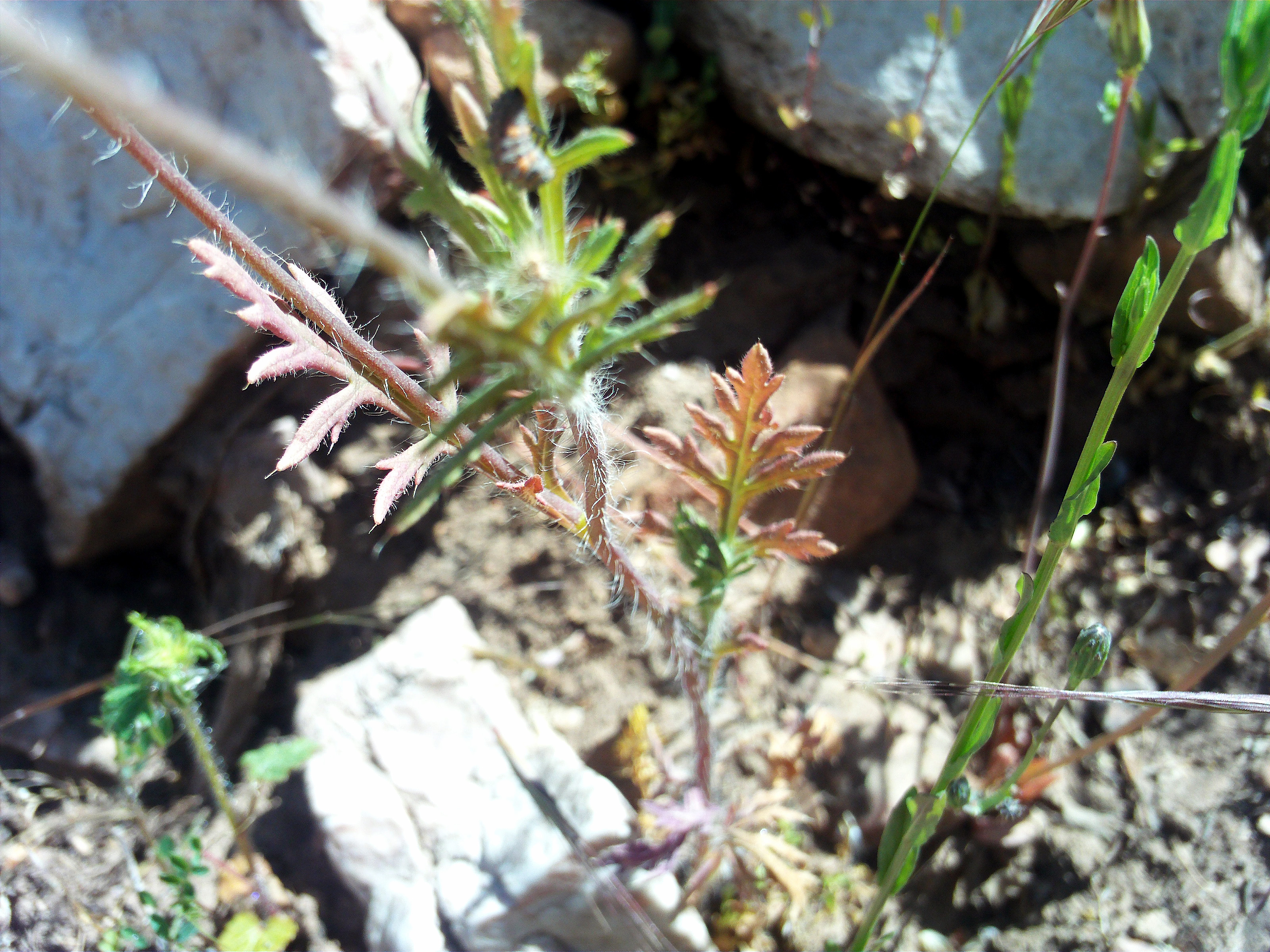